# Baran bo Odar
Baran bo Odar (ur. 18 kwietnia 1978 w Olten) – szwajcarski reżyser filmowy.
W latach 1998–2005 studiował reżyserię na Uniwersytecie Telewizji i Filmu w Monachium (Hochschule für Fernsehen und Film in München). Pracował przy tworzeniu reklam, teledysków i filmów krótkometrażowych. Jego 60-minutowy film dyplomowy Unter der Sonne pokazywany był na ponad czterdziestu międzynarodowych festiwalach i otrzymał nagrodę Camera podczas Slamdance Film Festival w 2006. Był nominowany do nagrody First Steps Award w 2006. Równolegle z pracą reżyserską prowadził zajęcia dydaktyczne na Uniwersytecie w Sankt Gallen (od 2008), a także w swojej uczelni w Monachium (od 2010). Jego debiut fabularny – The Silence (2010) miał premierę na Piazza Grande w Locarno. Pierwszym filmem amerykańskim był thriller Sleepless z udziałem Jamiego Foxxa i Michelle Monaghan, który miał premierę 24 lutego 2017. Wraz z Jantje Friese jest współtwórcą serialu Dark, który został udostępniony 1 grudnia 2017 na platformie Netflix w ponad 190 krajach i należy do najczęściej oglądanych seriali Netflixa oraz serialu 1899, dostępnego na tej samej platformie.